# Trematomus loennbergii
Trematomus loennbergii är en fiskart som beskrevs av Regan, 1913. Trematomus loennbergii ingår i släktet Trematomus och familjen Nototheniidae. Inga underarter finns listade i Catalogue of Life.